# スズキ・GSX1300Rハヤブサ
GSX1300Rハヤブサ（ジーエスエックスせんさんびゃくアール ハヤブサ）はスズキが1999年から製造販売しているオートバイ（大型自動二輪車）である。
日本向け仕様は 隼（ハヤブサ）の名称で発売されている。当初はGSX1300R Hayabusaの車名で発表され、9年にわたるモデルライフの途中、Hayabusa 1300に変更されたが、テールカウルにはそのままGSX1300Rの表示がなされており、現行モデルも同様である。なおスズキ内のモデルナンバー（型番）はGSX1300RAとなっている。

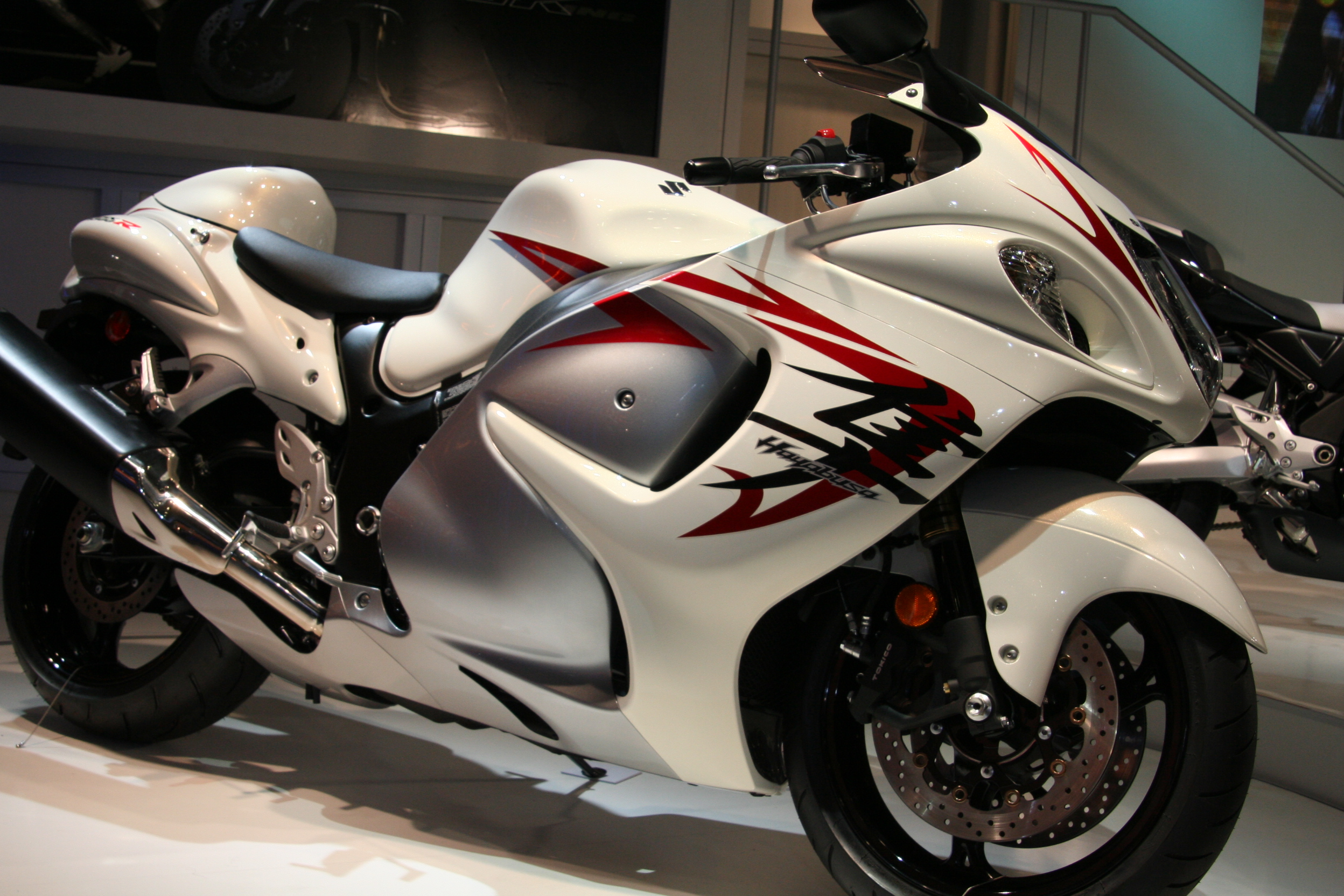
GSX1300Rハヤブサ

## 概要

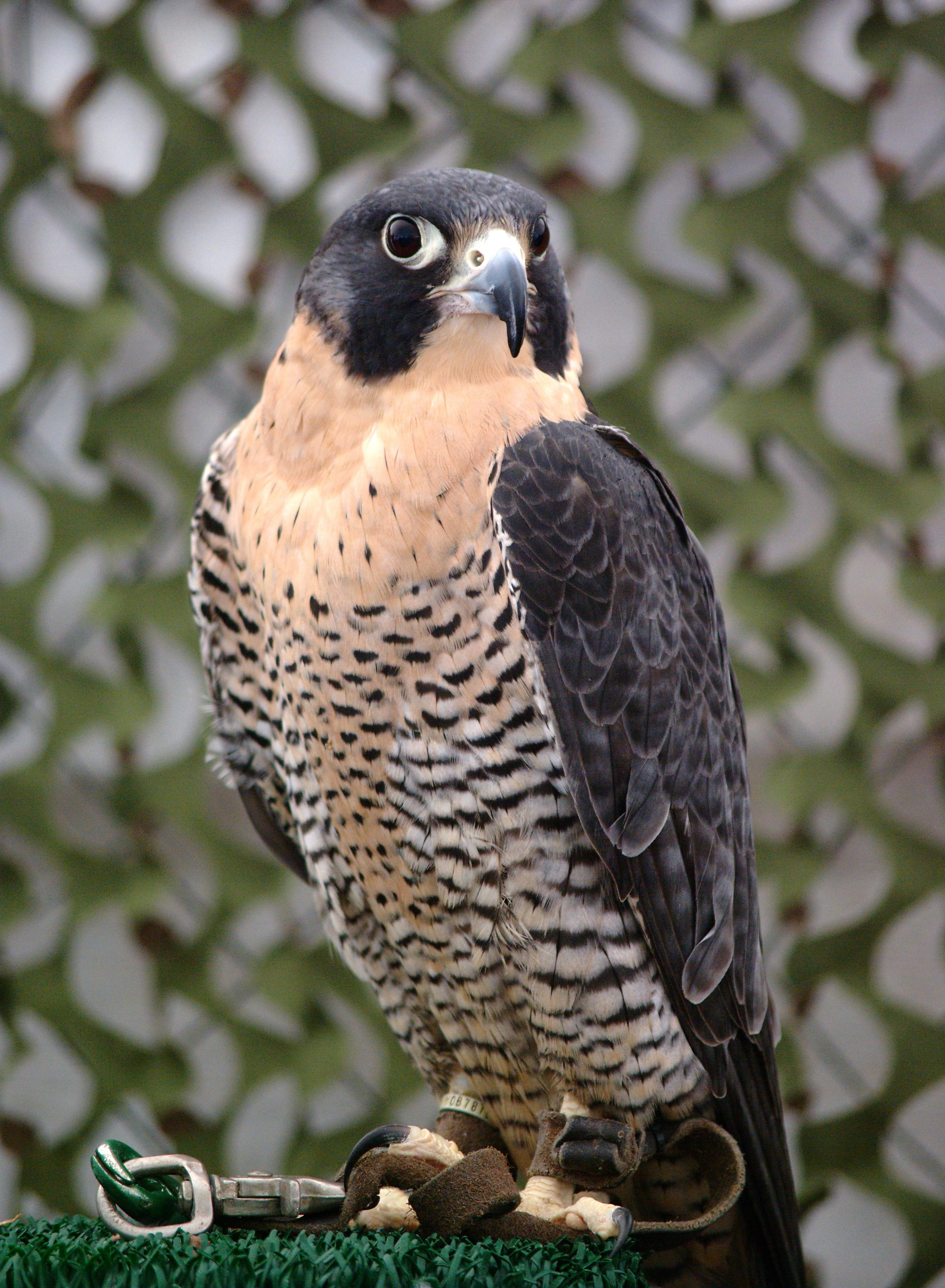
モチーフとなったハヤブサ

その圧倒的な動力性能とは裏腹に、意外にも扱いやすいメガスポーツバイクとして広く知られている。メーカーでは、スーパースポーツを超える究極のマシンという意味をこめて「アルティメットスポーツ」と呼称している。
名称のハヤブサは、小型の猛禽類であるハヤブサが、300 km/h以上の速度で飛ぶことができることや、食物連鎖の頂点に位置していることから、最高速度300 km/hを超える性能を持って君臨するようにと名づけられた。最初期モデルは速度計の目盛が350 km/hまで（数字は340まで）刻まれていた。
最大の特徴は何といっても最高速度であり、それまで量産市販車最速だったホンダ・CBR1100XXスーパーブラックバードの持つ最高速度約300 km/hを大幅に超える312 km/h（ミラー無し時）の性能を発揮し、20世紀最速の市販バイクとなった。発売時には二輪マスコミ各社が特集を組み、それまでの最速マシンであったホンダ・CBR1100XXスーパーブラックバードやカワサキ・ZZR1100との比較テストを行ったが、ハヤブサ以外の既存の最速マシン達はいずれも300 km/hの大台には全く届かず、ハヤブサの圧倒的な勝利であった。
以上の結果、1990年代前半より二輪メーカー各社がしのぎを削ってきた300 km/h競争についに決着がついた形となり、また後述する規制問題もあり、その後の各社のフラッグシップモデル開発の方向性に大きな影響を与えることとなった。
2000年にはカワサキからも最高速度300 km/h超のニンジャZX-12Rが発表されたが、2001年にEUの行政関係者からEU各国に、最高速競争は危険であり、規制が必要との意見が投げかけられたため、2輪メーカー各社は2001年モデルより最高速度を300 km/hに抑えるスピードリミッターの装備とスピードメーターの目盛自粛（目盛を300 km/hまでに抑え、かつ300は記さない）という自主規制を実施している。そのため、リミッターなし、かつ350 km/h（220 mph）表示の速度計を装備するのは1999年式および2000年式のみである（カワサキZX-12Rは2000年式のみ）。なお、ZX-12R発売時に二輪マスコミ各社が同車とハヤブサの性能比較を行い紙面を賑わせたが、加速性能はZX-12Rに軍配が上がったものの最高速はハヤブサに軍配が上がり、世界最速の地位をより一層強固なものとした。
ちなみに自主規制開始後のハヤブサも単にリミッターが装着されただけで潜在能力としての最高速性能は全く同じであり、モデル末期まで世界最速のハイスピードマシンとして世界中で人気を集めていた。自主規制が始まる2001年モデルからシートレールがそれまでのアルミ製からスチール製に変更されているが、これは体重の重い欧米のライダーによるタンデム走行に耐えられなかったためと言われている。
最も大きな変更が行われたのは2002年モデルであり、ECUがそれまでの16 bitから32 bitに進化し、エンジン制御がより緻密なものになった。この進化の結果、スロットル操作に対するエンジンの反応（レスポンス）が非常にリニアなものとなり、変更前とは別物と思えるほどに乗りやすく、洗練された。この2002年の年次変更をもって初代は完成し、以降はカラーリング変更やフロントフォークインナーチューブのチタンコーティングといった外観や細かな部品の改善のみで2007年まで製造が続けられた。
アルティメットスポーツの名に恥じずレースシーンでも活躍し、ヨシムラジャパンは1999年と2000年シーズンの全日本選手権をハヤブサで参戦。鈴鹿8時間耐久レースでは総合6位に入賞、1999年には全日本ロードレースで鎌田学がS-NKクラスで王座を獲得している。一方、ストリートユースでは豊富なトルクとクセのない割と素直なハンドリングから、初心者からベテランまで幅広い層に支持されている。また絶大な直進安定性は、スポーツライドはもちろんツアラーとしても優れた性能を発揮する。
1999年の発売以来、2007年まで大きなモデルチェンジは行われず、カタログ上の最高出力では、進化を続けるGSX-R1000等のスーパースポーツマシンが上回る結果となっていた（ただし潜在的な最高速ではハヤブサが上回っていた）。しかし、モデル最終年の2007年でも人気は衰えず、新規登録台数も逆輸入スポーツバイクにおいては上位に入っており、オートバイ雑誌「ヤングマシン」誌上の2005年の読者による人気投票では総合1位にも選ばれた。

### 車両解説

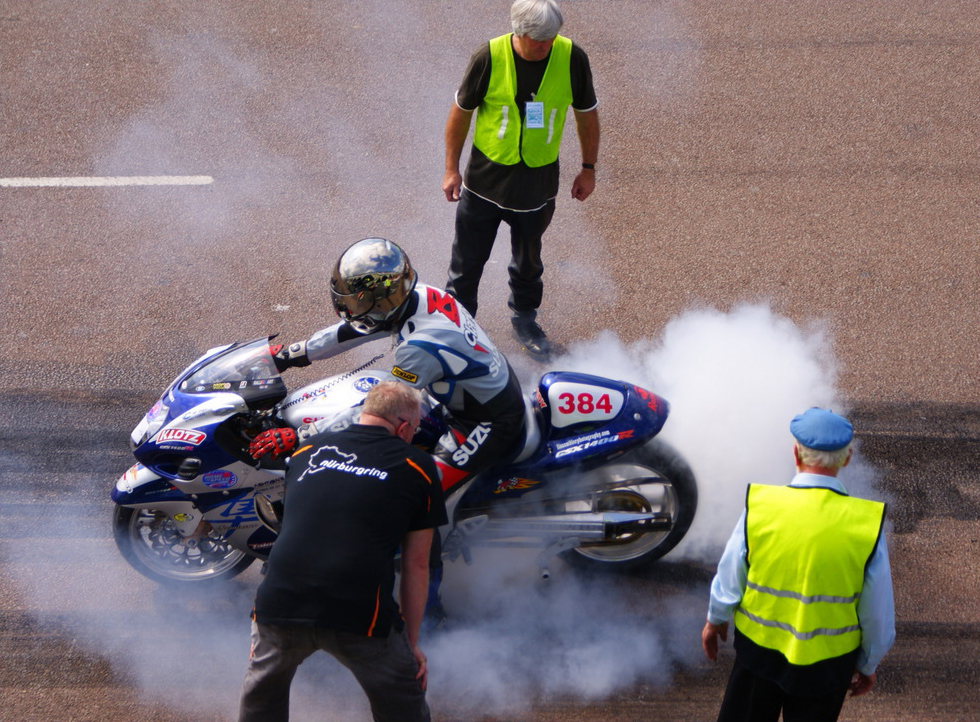
世界最速のオートバイと呼べるだけあってタイムアタックなどのベース車両に用いられることも多い。

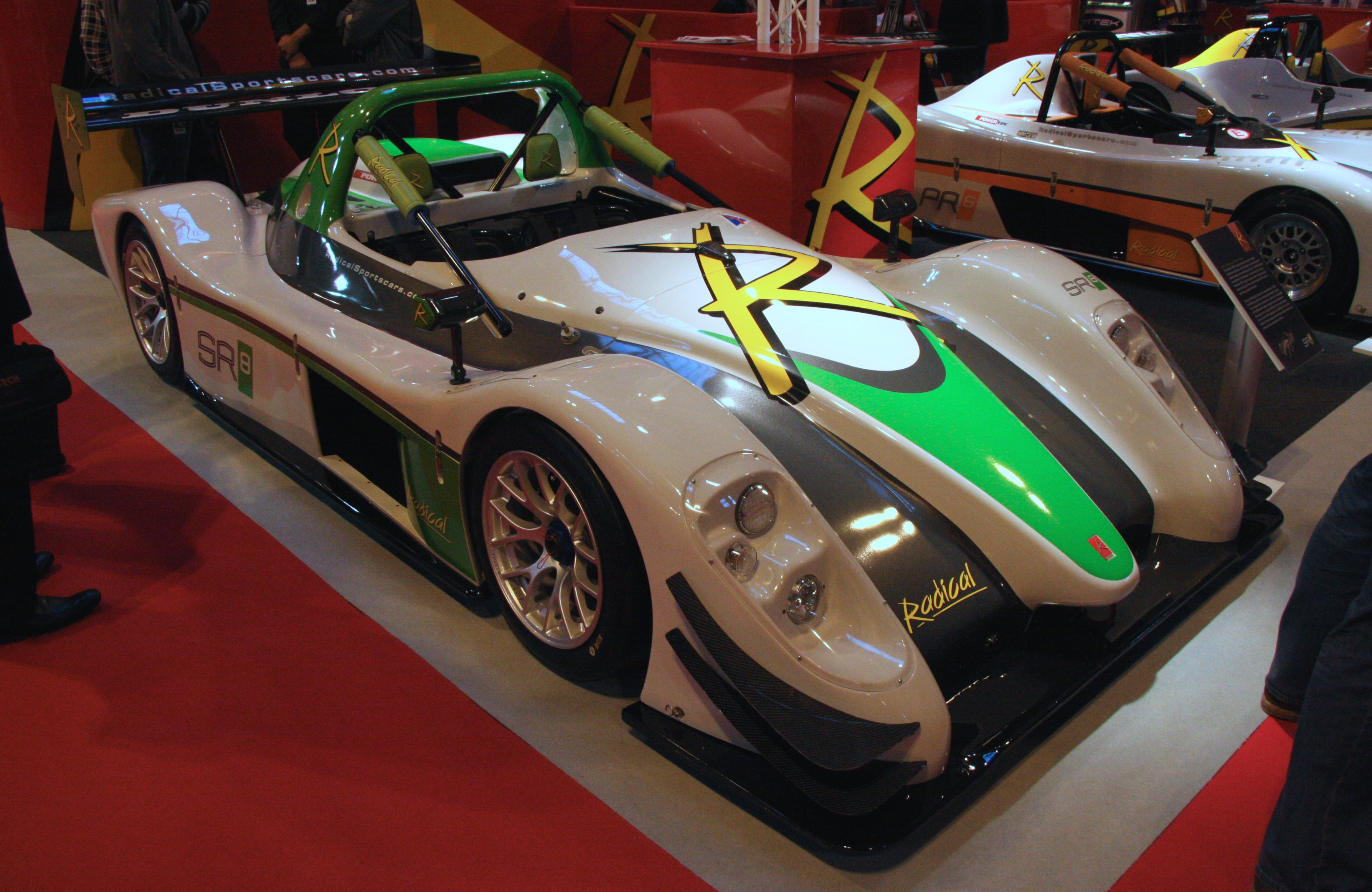
ニュルブルクリンク最速車として知られるRadical SR8

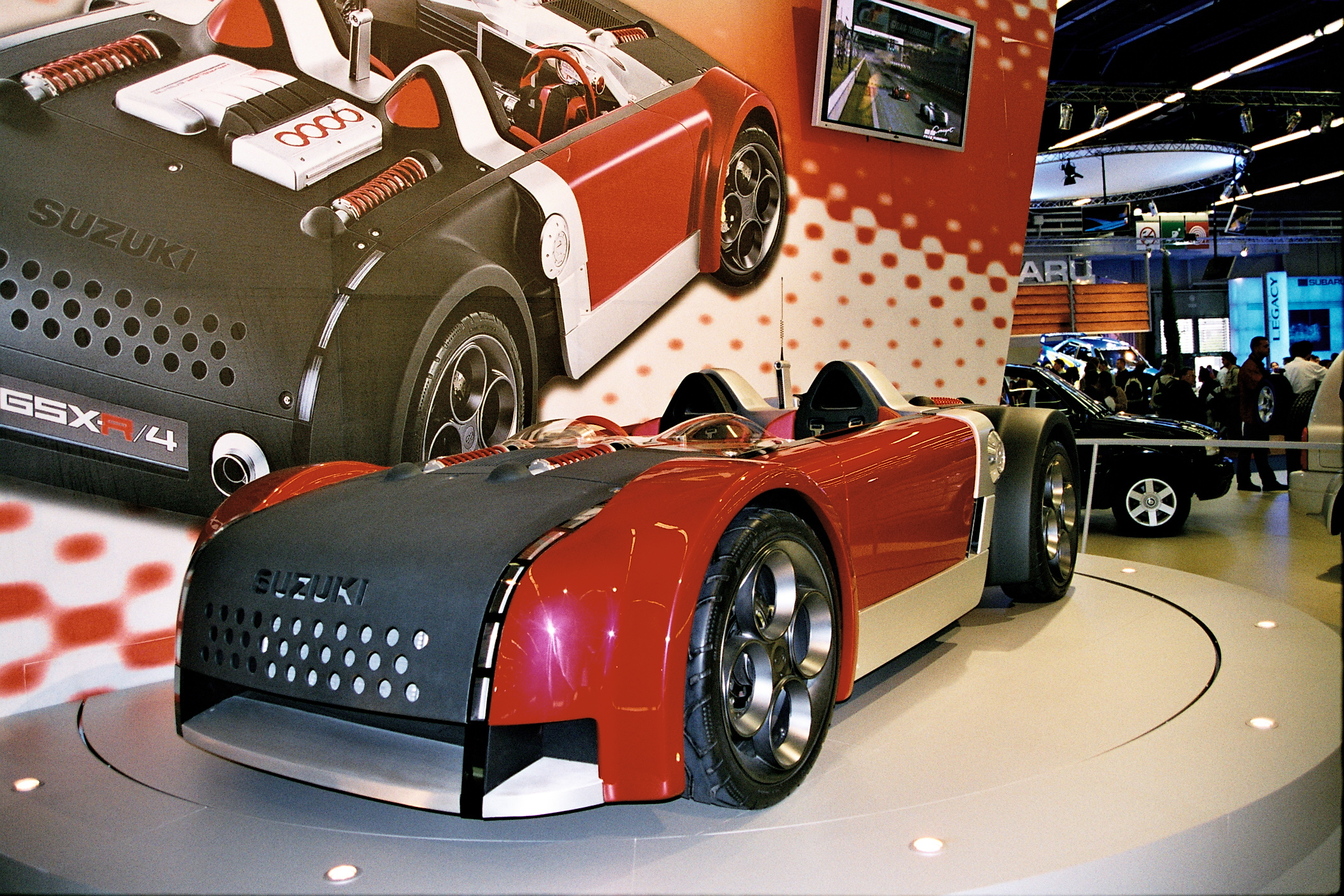
スズキのコンセプトカースズキ・GSX-R/4

同車の高性能なエンジンは四輪車にも流用され、ジムカーナ競技やワンメイクレースに用いられた。例としてスズキ製のフォーミュラカーであるフォーミュラ・スズキ隼やイギリスのレーシングマシン&スポーツカーコンストラクターであるRadical Sportscars社が製造したSR4が挙げられる。なお、ニュルブルクリンク北コースにおける2009年9月28日時点での市販車最速記録を保有していた同社のSR8では、ハヤブサのシリンダーヘッドを2基使い、同社が開発したクランクケースと組み合わせてV型8気筒化したオリジナルエンジンが搭載されていた。この車両のエンジンを搭載し、公道走行可能な「RST-V8 Levante」がケータハムから8台限定で販売された。
デザインはスズキ二輪商品企画部デザイン課の吉浦耕司（多摩美術大学卒、1985年入社）のデザインチーム。

### 加速性能
発進加速はゼロスタートから各速度に到達するまでのタイム。中間加速は60 km/hからフル加速し、各速度に達するまでの時間で、ギアはトップ（6速）を使用している。計測は車体にセットされたセンサーからの信号を車載コンピューターで読み取って行なう方式でドイツモトラッド社が実施した。
発進加速
- 0 → 100 km/h 2.6秒
- 0 → 120 km/h 3.3秒（ここまで1速ギアで加速）
- 0 → 140 km/h 4.0秒
- 0 → 160 km/h 5.2秒
- 0 → 180 km/h 6.4秒（ここまで2速ギアで加速）
- 0 → 200 km/h 7.9秒（3速ギア）

中間加速（6速固定）
- 60 → 100 km/h 3.7秒
- 60 → 140 km/h 7.2秒
- 60 → 160 km/h 9.0秒
- 60 → 200 km/h 12.9秒

400 m加速（ゼロヨン）
- 0 - 400 m   9.9秒（1999年モデル）

最高速度（実測値）
- 312 km/h（1999/2000年モデル：ミラー無し）
- 302 km/h（1999/2000年モデル：ミラー有り）

各速最高速度
- 1速 → 128 km/h
- 2速 → 173 km/h
- 3速 → 220 km/h
- 4速 → 261 km/h
- 5速 → 295 km/h
- 6速 → 321 km/h

## モデル一覧

### 初代
1998年9月に開催された、ドイツインターモトショー98で発表され、1999年に発売された。

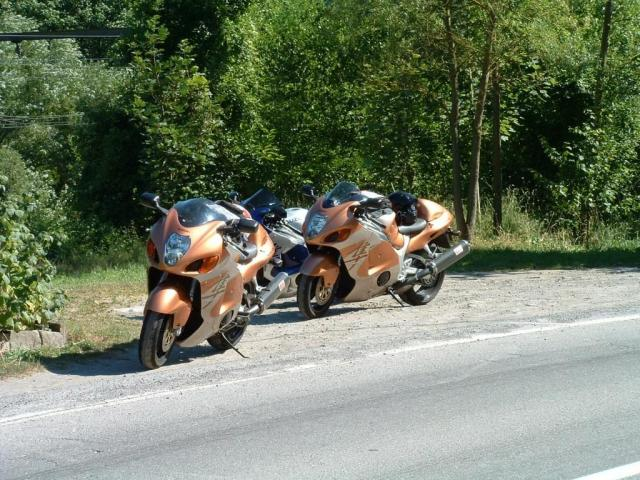
スーパースポーツとしては珍しい茶系統の配色がなされた初代のカラーリングは、短命で終わったものの、その存在感を際だたせた。

#### 1999年仕様
以下のカラーバリエーションで発売された。

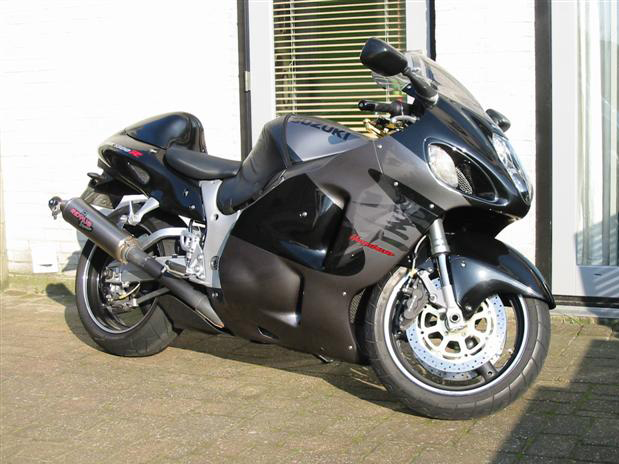
1999年 Metalic Saturn Black×Metalic Light Charcoal

- ██メタリックライトカッパーブラウン×メタリックエクルーシルバー
- ██メタリックサターンブラック×メタリックライトチャコール
- ██キャンディアンタレスレッド×キャンディサターンブラック

#### 2000年仕様
カラーバリエーションが以下のように改められた。
- ██パールスズキディープブルー×メタリックソニックシルバー
- ██キャンディベルベティーレッド×メタリックアーバングレイ
- ██メタリックサターンブラック×メタリックライトチャコール
- █メタリックソニックシルバー（リミテッドエディション）[5]

#### 2001年仕様
カラーバリエーションが以下のように改められた。
- ██パールスズキディープブルー×メタリックソニックシルバー
- ██キャンディベルベティーレッド×メタリックギャラクシーシルバー
- ██パールノベルティブラック×メタリックギャラクシーシルバー
- █ソリッドブラック（リミテッドエディション）[5]

#### 2002年仕様
カラーバリエーションが以下のように改められた。
- ██パールスズキディープブルー×メタリックソニックシルバー
- ██キャンディグランドブルー×パールノベリティブラック
- ██メタリックソニックシルバー×メタリックギャラクシーシルバー
- █メタリックファイングレー（日本向け特別色）

#### 2003年仕様
カラーバリエーションが以下のように改められた。
- ██パールスズキディープブルー×メタリックソニックシルバー
- ██メタリックソニックシルバー×メタリックフリントグレイ
- ██メタリックフリントグレー×パールノベリティブラック
- █ソリッドブラック（リミテッドエディション）[5]
- █パールディープシーブルー（リミテッドエディション）[5]
- █キャンディバーニングカッパー（リミテッドエディション）[5]

#### 2004年仕様
カラーバリエーションが以下のように改められた。
- ██パールスズキディープブルーNo.2×メタリックソニックシルバー
- ██パールスズキディープブルーNo.2×パールネブラブラック
- ██メタリックプラムパープル×パールネブラブラック
- █キャンディグランドブルー（リミテッドエディション）[5]
- █パールクリスタルレッド（リミテッドエディション）[5]

#### 2005年仕様
バッテリー負担を軽減するスターターモーター稼動時にヘッドランプを自動で消灯する機能が追加され、タンクロゴがSUZUKIからSのエンブレムへ変更、ターンランプレンズをアンバーからクリアタイプに変更、加えて限定色の発売とカラーバリエーションが以下のように改められた。
- ██パールスズキディープブルーNo.2×メタリックソニックシルバー
- ██パールクリスタルレッド×パールネブラブラック
- ██メタリックオートグレー×パールネブラブラック
- █メタリックファントムグレイ（リミテッドエディション）[5]

#### 2006年仕様
限定仕様が発売され、カラーバリエーションが以下のように改められた。
- ██メタリックオートグレー×キャンディインディブルー
- ██パールネブラブラック×キャンディソノマレッド
- ██パールネブラブラック×メタリックファントムグレー
- ██パールグラスホワイト×メタリックソニックシルバー（リミテッドエディション）[5]

#### 2007年仕様
カラーバリエーションが以下のように改められた。
- █パールビガーブルー
- █キャンディソノマレッド
- █パールネブラブラック

#### リコール
1999年及び2000年モデルのチェーンテンショナー（アジャスター）交換。リコール対策済み車両はOKシールが貼ってある。

### 2代目
2007年7月発売。モデルイヤーとしては2008年モデルになり、最初のフルモデルチェンジとなった。
エンジンはストロークが2 mm延長され、排気量が1,299 ccから1,340 ccに拡大。最高出力は197 PSまでパワーアップされた。SDTV (Suzuki Dual Throttle Valve)、ツインフューエルインジェクター、チタン製吸排気バルブ、S-DMSなども新たに導入された。フロントブレーキはラジアルマウントとなり、車体も各部が改良を受けている。
2009年3月タイヤメーカーのピレリはイタリアのナルドテストコースにおいて、同社のANGEL STを装着したHAYABUSA 1300により、24時間連続走行における平均速度の最速記録に挑戦し、走行距離5135.071 km 平均時速213.96 km/hの世界新記録を樹立した。
最高速度
- 333.95 km/h[注釈 3]

400 m加速（ゼロヨン）
- 0 - 400 m  9.678秒[11]

#### 2008年仕様
フルモデルチェンジが行われ、カラーバリエーションは以下のように改められた。
- ██キャンディマックスオレンジ×パールネブラブラック
- ██メタリックファントムグレー×パールネブラブラック
- ██パールミラージュホワイト×メタリックミスティックシルバー
- ██キャンディインディブルー×パールネブラブラック

#### 2009年仕様
カラーバリエーションが以下のように改められた。
- ██グラススプラッシュホワイト×メタリックミスティックシルバー
- ██パールネブラブラック×メタリックファントムグレー
- ██メタリックオートグレー×メタリックミスティックシルバー
- ██ソリッドブラック×メタリックマジェスティックゴールド

#### 2010年仕様
カラーバリエーションが以下のように改められた。
- █パールネブラブラック
- █キャンディインディブルー
- █パールミラージュホワイト

#### 2011年仕様
カラーバリエーションが以下のように改められた。
- █パールネブラブラック
- ██パールネブラブラック(一部に赤)
- █キャンディインディブルー
- █パールミラージュホワイト

#### 2012年仕様

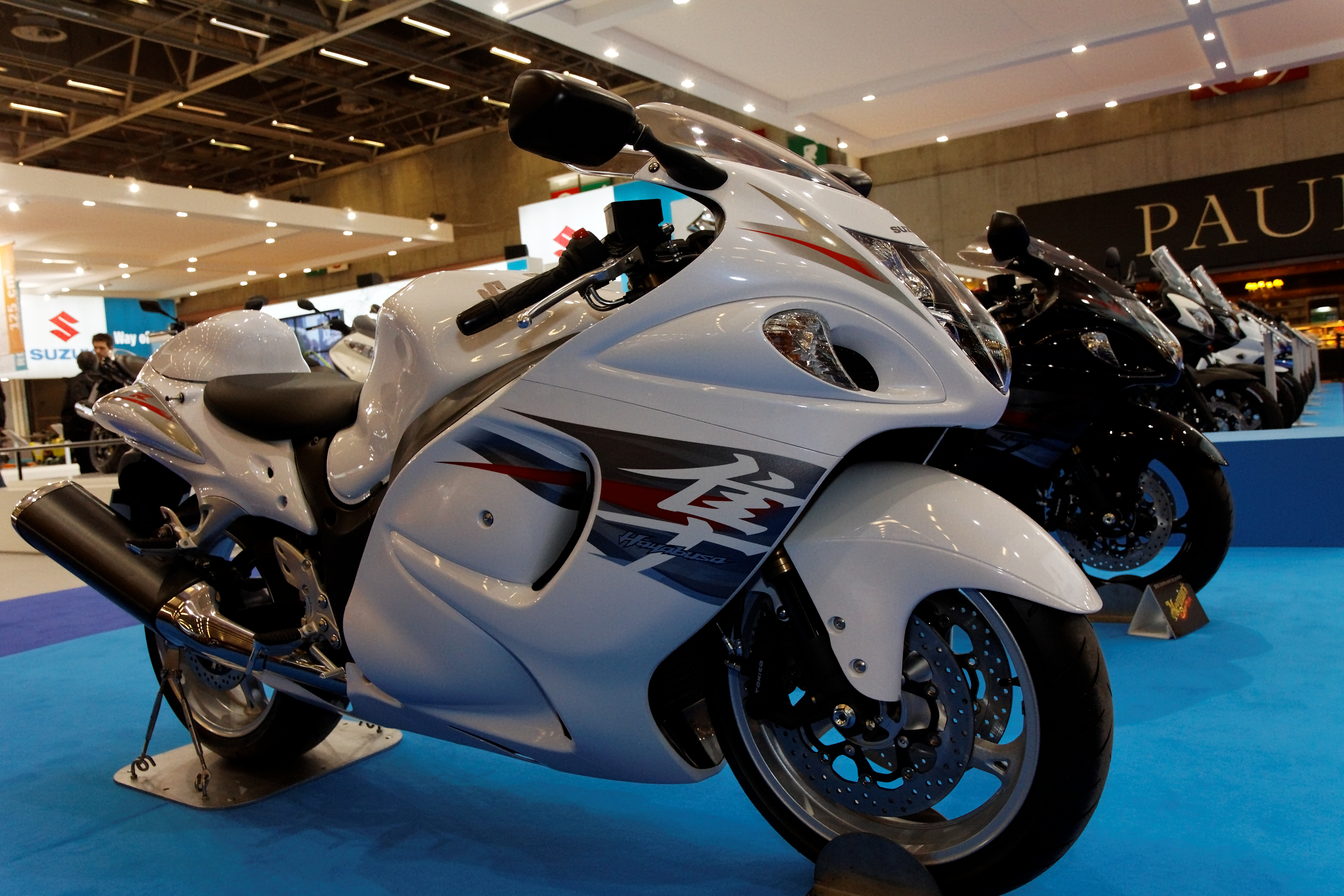
2012年モデル Pearl Glacier White

カラーバリエーションが以下のように改められた。
- █パールネブラブラック
- █キャンディソノマレッド
- █パールグレイシャーホワイト

#### 2013年仕様
ブレーキシステムが大きく改良され、フロントブレーキキャリパーが同車初のブレンボ製(モノブロック・ラジアルマウント対向4ポット)となり、同車初のABSも搭載された。
また、カラーバリエーションが以下のように改められた。
- ██パールグレイシャーホワイト×メタリックオールトグレー
- ██グラススパークルブラック×メタリックオールトグレー
- ██マーブルデイトナイエロー×グラススパークルブラック

#### リコール
FMC後初のリコールが発生。（対象車台番号: JS1GX72A*82100020～JS1GX72A*82112289）
不具合の内容
車両組み立て時におけるイグニッションスイッチ電気配線が不適切で、ハンドル操作の繰り返しにより、電気配線が屈曲の大きな部分で断線することがあり、最悪の場合、ヘッドランプが消灯し、エンジンが停止して再始動できなくなる可能性がある。
改善措置の内容
イグニッションスイッチの配線を点検し、組付け位置が不適切なものは、当該配線部分を交換すると共に、正規の組付け位置にする。

### 日本仕様
2013年までに16万5千台が生産され、うち2万台が逆輸入により日本で販売されたほどの人気モデルであるが、日本国内では平成13年騒音規制により正規の販売が行えない状況下にあった。しかし平成26年騒音規制が施行され、騒音の数値基準が欧州と同等になり、欧州仕様車の正規発売が可能となったことから、2014年2月10日より日本国内でも正式に発売された。
車両は2013年の欧州モデルと同一のスペックで、エンジン出力は日本メーカーが正規で発売する車両としては最大の197 PSとなる。なお日本向け仕様としてETCが国内二輪車としては初めて標準で搭載される。
日本国内での車名は 隼（ハヤブサ）で、 漢字表記の車名はスズキとしては「蘭」「薔薇」以来のものとなる。

#### 2014年仕様
カラーバリエーションが以下のように改められた。なお、本年より日本仕様が発売されたが、輸出仕様限定のリミテッドエディションを除き共通の塗り分けとなっている。
- ██メタリックサンダーグレー×グラススパークルブラック
- ██パールミラレッド×パールグレッシャーホワイト
- ██パールビガーブルー×パールグレッシャーホワイト
- ██キャンディダーリングレッド×グラススパークルブラック（リミテッドエディション）

#### 2015年仕様
カラーバリエーションが以下のように改められた。
- ██サンダーグレーメタリック×グラススパークルブラック
- ██パールブレーシングホワイト×ミスティックシルバーメタリック
- ██パールビガーブルー×ミスティックシルバーメタリック

#### 2016年仕様
カラーバリエーションが以下のように改められた。
- ██サンダーグレーメタリック×グラススパークルブラック
- ██パールブレーシングホワイト×ミスティックシルバーメタリック
- ██キャンディダーリングレッド×ミスティックシルバーメタリック

#### 2017年仕様
カラーバリエーションが以下のように改められた。
- █グラススパークルブラック
- ██パールグレッシャーホワイト×グラススパークルブラック
- ██パールビガーブルー×グラススパークルブラック

### 3代目
日本仕様は、2021年4月発売。

#### 2021年仕様
カラーバリエーションが以下のように改められた。
- ██マットソードシルバーメタリック/キャンディダーリングレッド
- ██グラススパークルブラック/キャンディバーントゴールド
- ██ブリリアントホワイト/マットステラブルーメタリック

また、オプションで、以下のボディカラーも選択できるようになった。また、オプションでは、█ボルドールレッドメタリックの、ホイールも選べる。
- ██マットソードシルバーメタリック/マットステラブルーメタリック
- ██マットソードシルバーメタリック/キャンディバーントゴールド
- ██グラススパークルブラック/マットステラブルーメタリック
- ██グラススパークルブラック/キャンディダーリングレッド
- ██ブリリアントホワイト/キャンディバーントゴールド
- ██ブリリアントホワイト/キャンディダーリングレッド

#### 2022年仕様
カラーバリエーションが以下のように改められた。
- ██ブリリアントホワイト/パールビガーブルー
- ██グラススパークルブラック/マットブラックメタリック
- ██サンダーグレーメタリック/キャンディダーリングレッド

また、オプションで、以下の組み合わせも選択できるようになった。また、オプションでは、█ボルドールレッドメタリック、█ビガーブルーのホイールも選べる。（一部例外あり）
- ██グラススパークルブラック/キャンディダーリングレッド
- ██グラススパークルブラック/パールビガーブルー
- ██ブリリアントホワイト/マットブラックメタリック
- ██ブリリアントホワイト/キャンディダーリングレッド
- ██サンダーグレーメタリック/マットブラックメタリック
- ██サンダーグレーメタリック/パールビガーブルー

## エピソード
- 第二次世界大戦後のエンジン付自転車全盛時には、ホンダやトーハツなどのエンジンともに「ハヤブサ」という名称のエンジンが存在した[23]。
- ハヤブサをベースとしたカスタムマシンも枚挙に暇がなく、中でも加賀山就臣率いる「TEAM KAGAYAMA」では、2022年にハヤブサのフレームを鉄フレーム化した通称「鐵隼」（てつぶさ）を開発、筑波サーキットで行われる「TASTE OF TSUKUBA」に投入している[24]。

## 参考画像

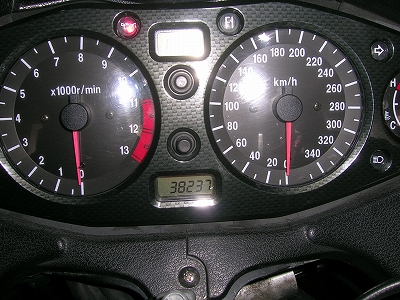
速度自主規制前のメーターパネル（km/h）数字表示が20間隔のため刻まれる数字は340まで（mph表示だと10間隔のため、最後の目盛に220と数字が刻まれる）
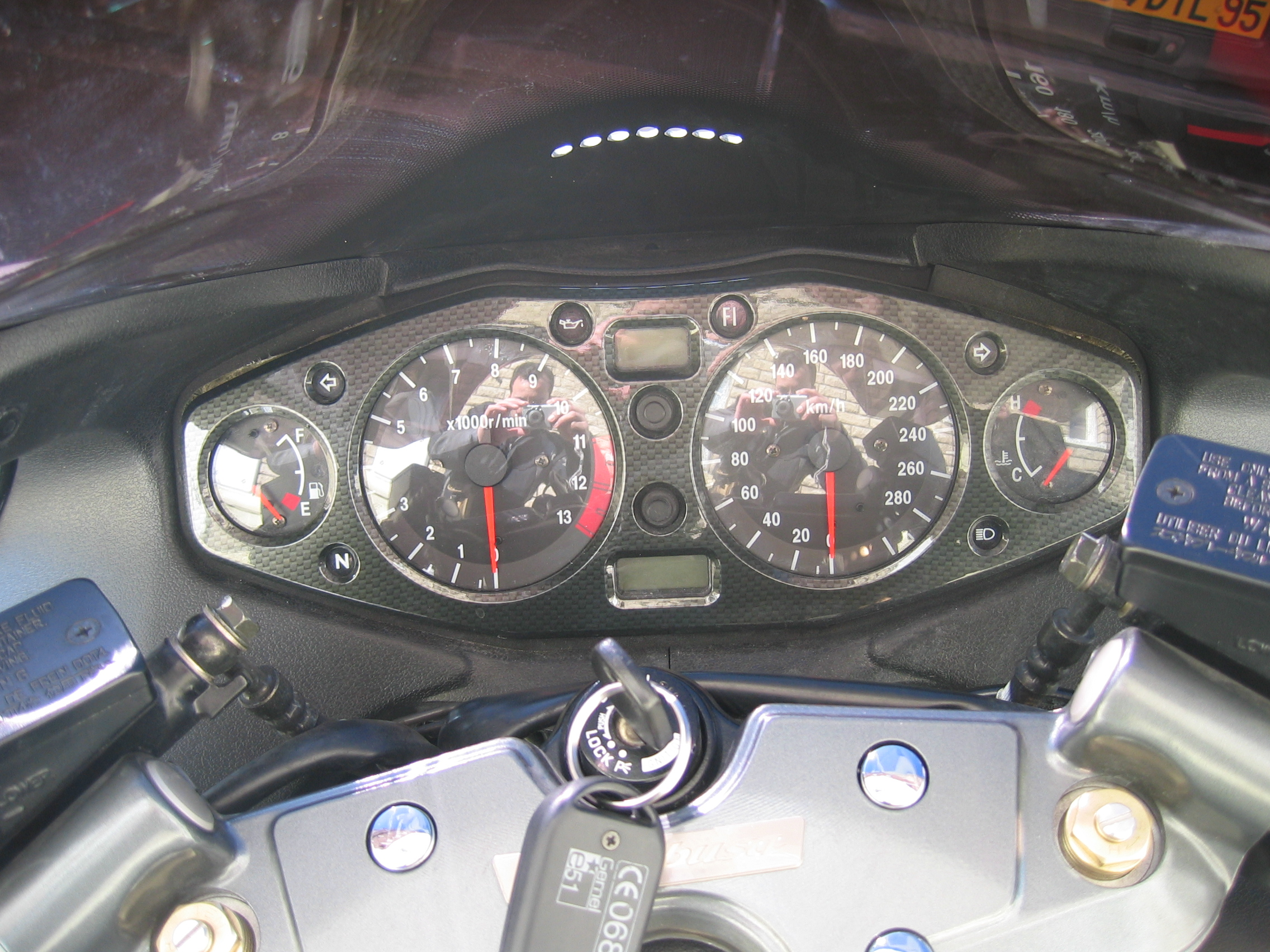
速度自主規制後のメーターパネル（km/h）最後の目盛に300の表示が無い
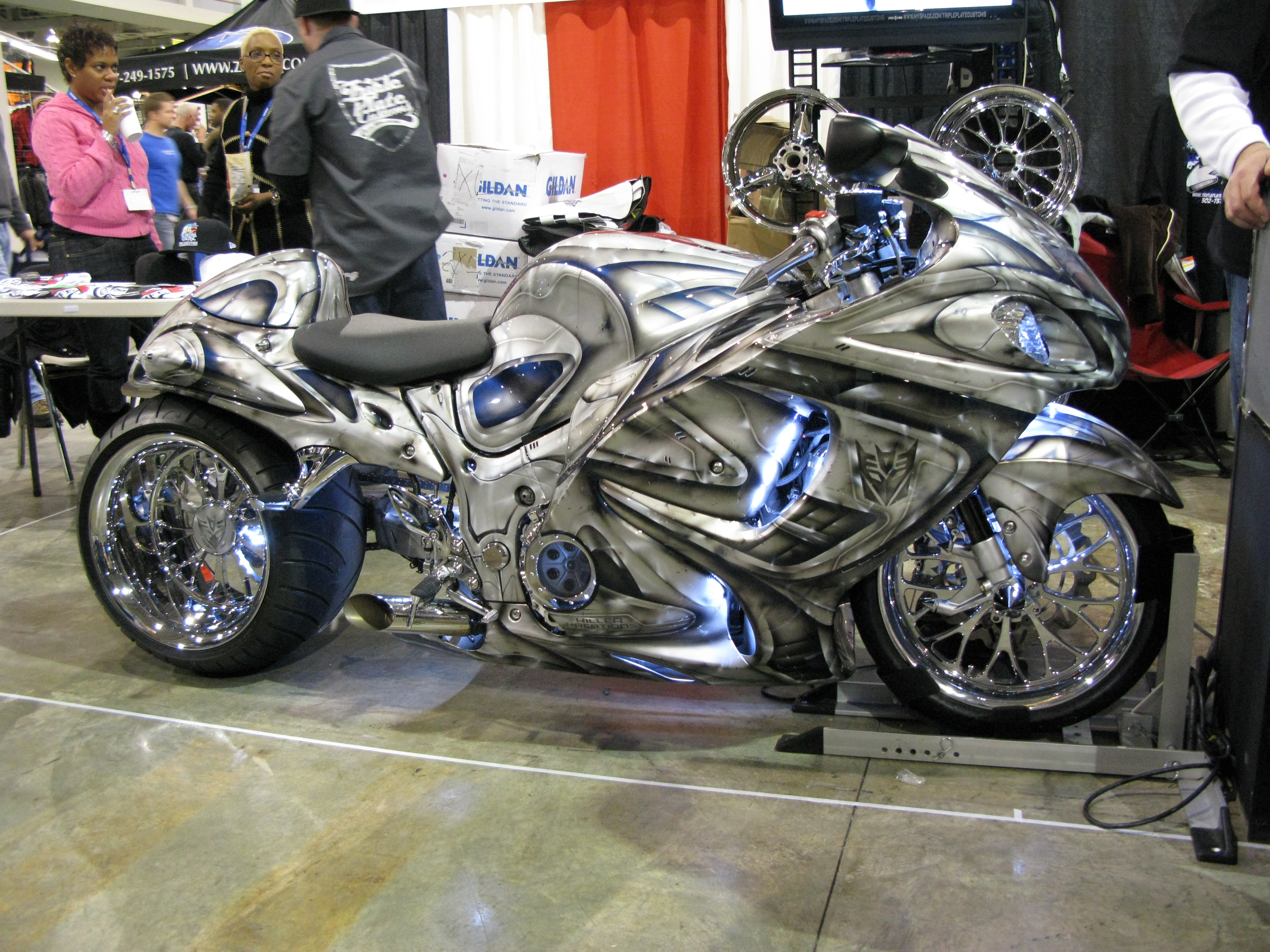
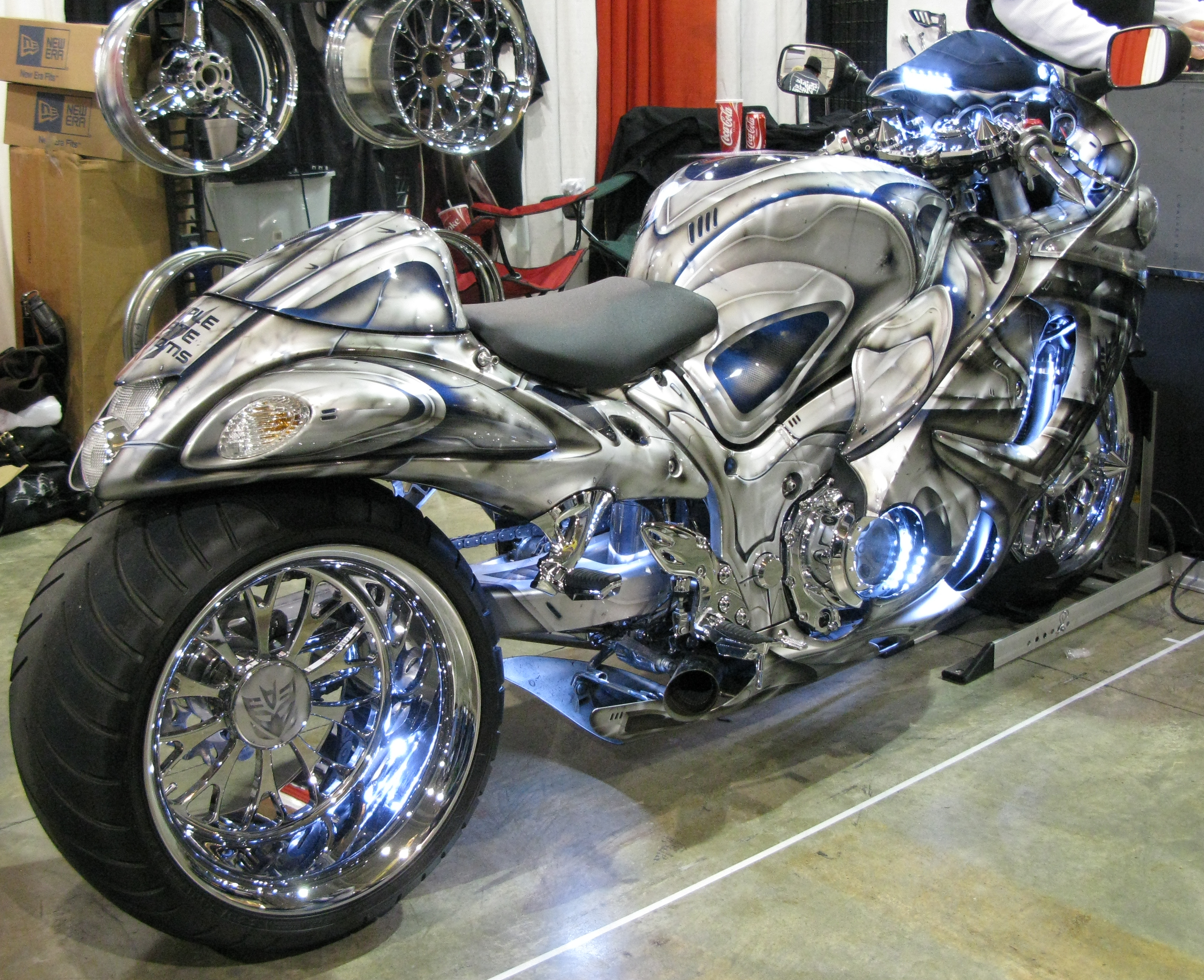
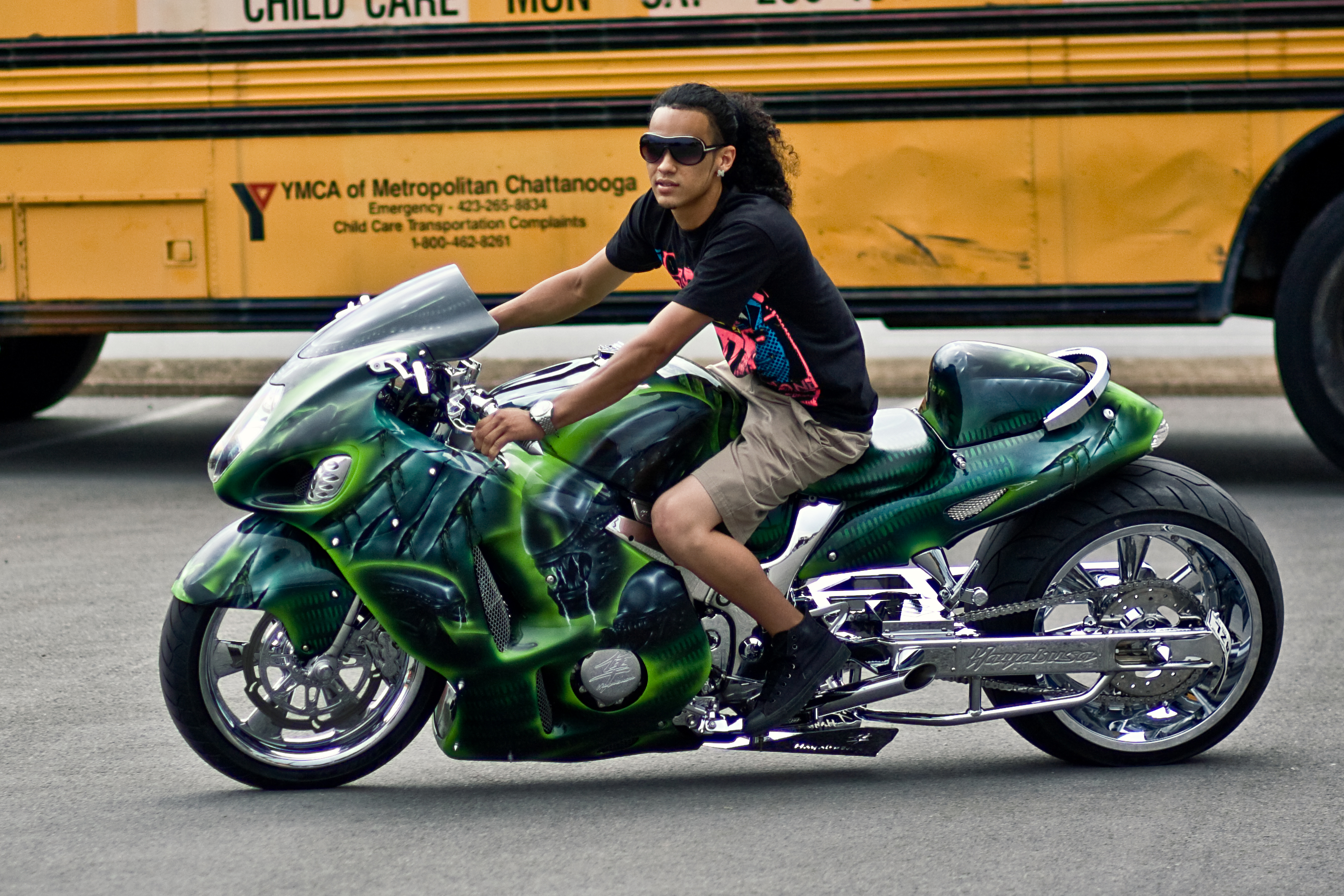
アメリカなどではカスタムベース車両としても高い人気を得ている。
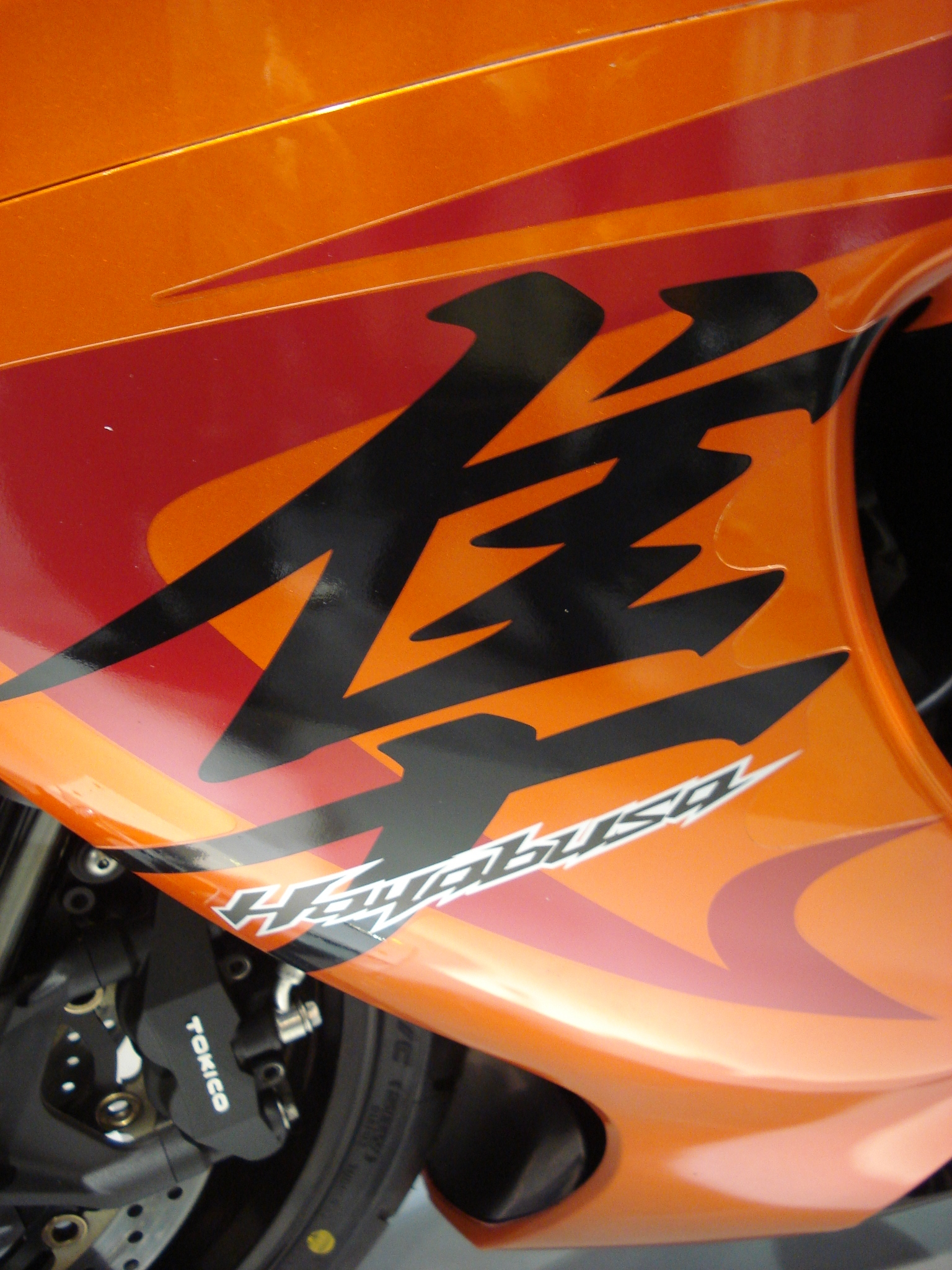
漢字がデザインに用いられることも当時としては斬新であった。